# Митко Чавков
Митко Чавков е полицейски служител и политик от Северна Македония, вътрешен министър от май до ноември 2015 г. и от май до септември 2016 г.

## Биография
Митко Чавков е роден на 24 януари 1963 г. в Ново село, Струмишко, тогава в Югославия. През 1986 г. завършва Факултета по сигурност в Скопие.
След дипломирането си работи изцяло в системата на МВР. От 1992 до средата на 1999 г. е ръководител на сектор „Криминалната полиция“ при МВР-Струмица, а през 1999 – 2001 г. е заместник-директор на МВР-Струмица. През 2005 – 2006 е главен инспектор за финансови престъпления към Отдела за организирана престъпност в Скопие, а през 2006 – 2012 е директор на този отдел. От април 2012 до май 2013 е ръководител на Централната полицейска служба, а от май 2013 до май 2015 е директор на Бюрото за обществена сигурност към МВР.
През 2011 г. защитава магистратура на тема „Криминалистичното разузнаване в борбата срещу организираната престъпност“.
На 13 май 2015 г., четири дни след Кумановския инцидент, Митко Чавков е избран за министър на вътрешните работи в правителството на Никола Груевски, на мястото на подалата оставка Гордана Янкулоска.. През ноември 2015 г. отстъпва министерския пост на опозицията от СДСМ и остава заместник-министър на вътрешните работи. Влиза в партийно-политическо противопоставяне с министъра Оливер Спасовски и през май 2016 г. ВМРО-ДПМНЕ и Събранието поставят Чавков отново на министерския пост. На 1 септември 2016 г. той отстъпва министерския пост и в служебното правителство става директор на Бюрото за обществена безопасност към МВР.
М. Чавков е арестуван на 28 ноември 2017 г. при следващото правителство на Зоран Заев по обвинение, че като директор на БОП към МВР е участвал в опит за насилствена смяна на конституционния ред като умишлено е допуснал нахлуване на тълпите в Събранието на РМ на 27 април 2017 г.